# AEGON Classic 2012
AEGON Classic 2012 var en professionel tennisturnering for kvinder, der blev spillet udendørs på græs. Det var den 31. udgave af Turnerungen som var en del af WTA Tour 2012. Turneringen blev afviklet i Birmingham, England, United Kingdom,fra 11. juni til 17. juni, 2012.

## Finalerne

### Damesingle
Uddybende artikel: AEGON Classic 2012 (damesingle)
- Melanie Oudin –  Jelena Janković, 6-4, 6-2

### Damedouble
- Timea Babos /  Hsieh Su-wei def.  Liezel Huber /  Lisa Raymond, 7–5, 6–7(2–7), [10–8]